# Anochetus altisquamis
Anochetus altisquamis är en myrart som beskrevs av Mayr 1887. Anochetus altisquamis ingår i släktet Anochetus och familjen myror. Inga underarter finns listade i Catalogue of Life.

## Bildgalleri

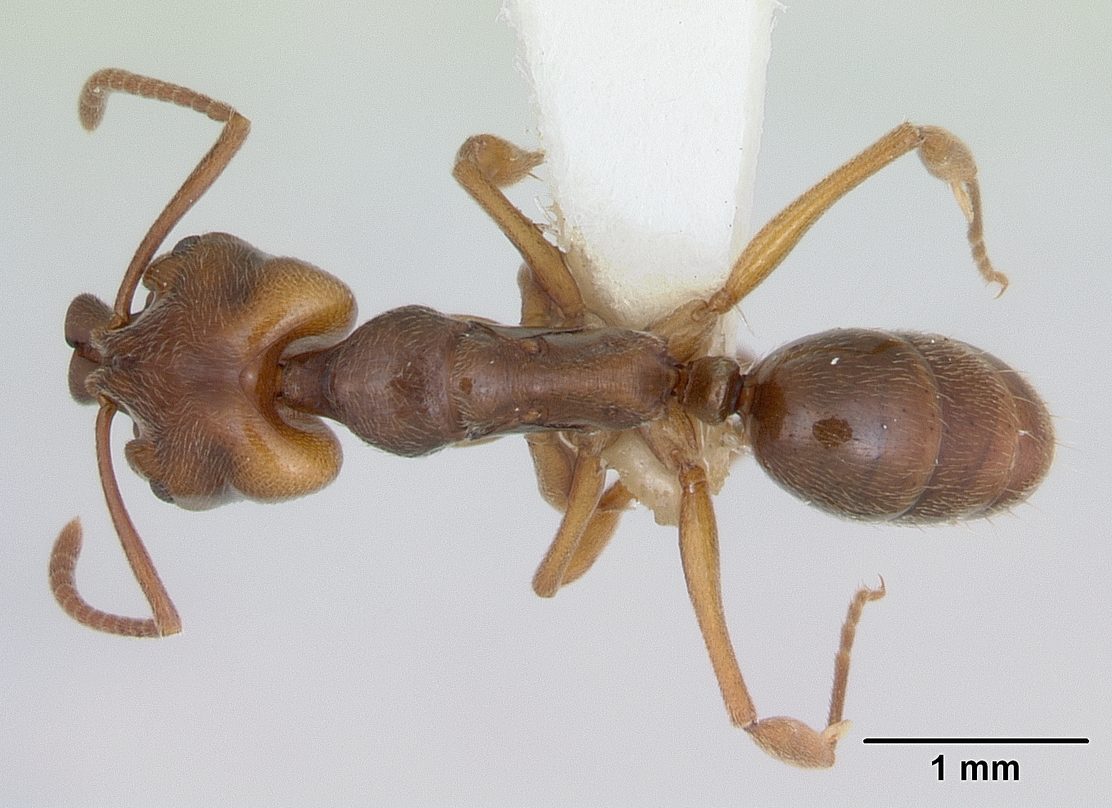
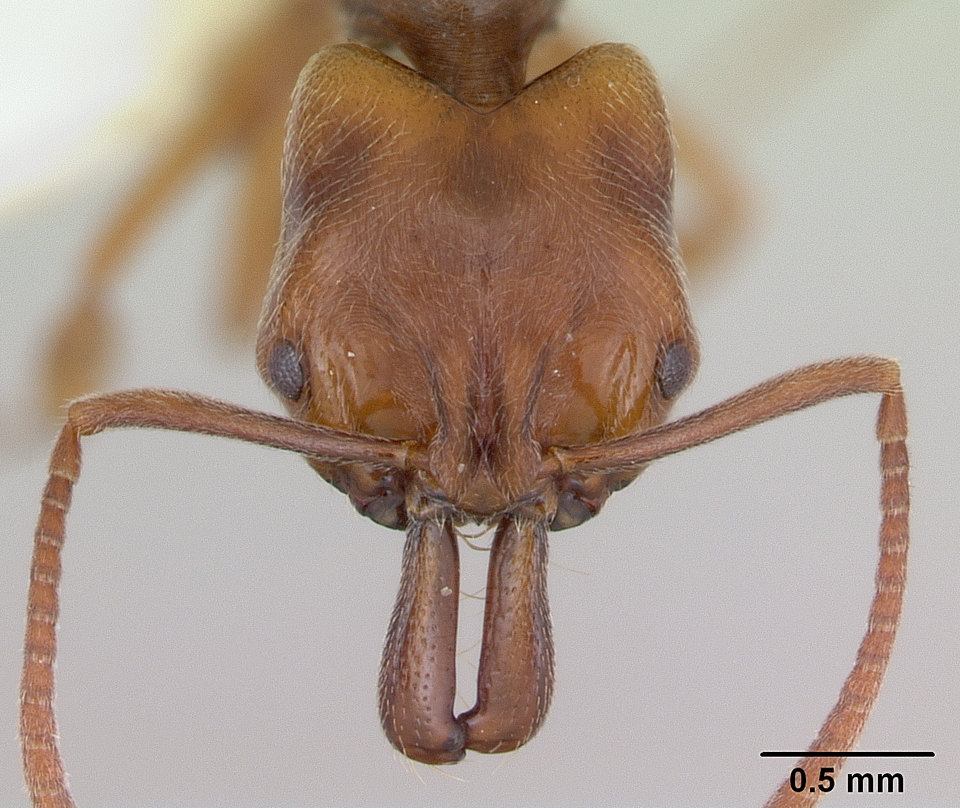
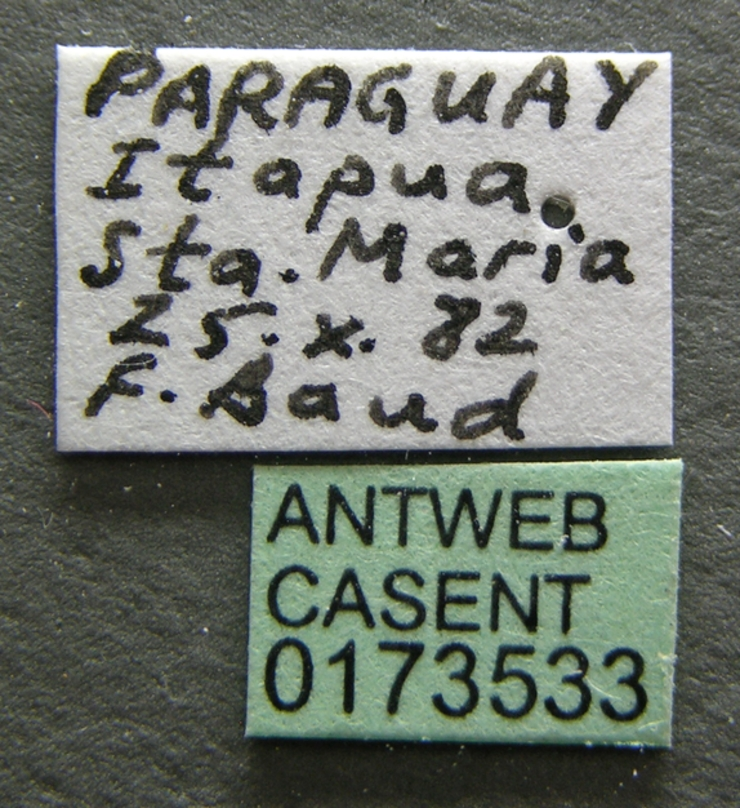
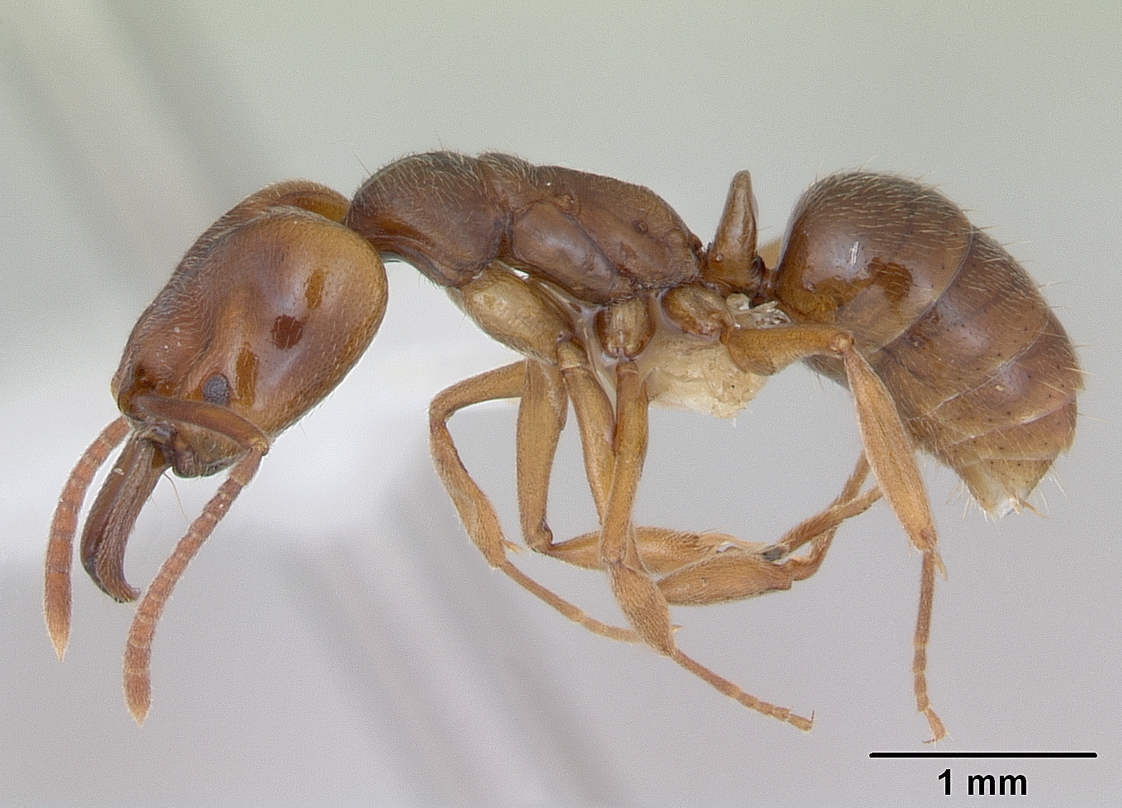